# Она Грауер
Она Грауер (англ. Ona Grauer) — мексикансько-канадська акторка, відома за роль Древньої Аяни, а потім Емілі Янг у науково-фантастичному телесеріалі Зоряна брама: Всесвіт, частині франшизи Зоряна брама.

## Життєпис
Грауер була народжена Анною-Маргарет Грауер у Мехіко, Мексиці та є норвезького, угорського та німецького походження. Вона переїхала до Канади у дитинстві та була вихована у Нельсоні, Британська Колумбія. Мати Грауер працювала постачальником провізії на шоу Макгайвер, поки Она дорослішала. Она пізніше виконала роль спільно з зіркою Річардом Діном Андерсоном у т/с Зоряна брама:SG-1. Її зріст — 5 футів 6 1/2 дюйма (1,69 м).
Грауер з'явилася у низці фільмів, таких як Будинок мертвих і Зло у глибині і ряді телесеріалів — Перша хвиля, Таємниці Смолвіля, Андромеда тощо.
Грауер одружена, в неї є син (нар. 2004).